# Bela (Dol pri Hrastniku)
Bela je potok, ki izvira severno od naselja Dol pri Hrastniku, kjer se mu pridruži potok Brnica. Ta se nato izliva v potok Boben, ki se kot levi pritok izliva v reko Savo.